# طوطي نامه
طوطي نامه (فارسي، معناه: حكايات ببغاء أو كتاب الببغاء)، هي سلسلة من القرن الرابع عشر مكونة من 52 قصة باللغة الفارسية. يظل العمل معروفًا إلى حد كبير بسبب عدد المخطوطات المزخرفة ببذخ، وخاصة نسخة تحتوي على 250 منمنمة فارسية من روائع الفن الإسلامي، التي أمر بها السلطان المغولي أكبر في خمسينيات القرن السادس عشر. حُرر النص الفارسي المستخدم في القرن الرابع عشر من مختارات سابقة بعنوان سبعون حكاية عن الببغاء باللغة السنسكريتية، وقد جُمع تحت عنوان سوكاسابتاتي (جزء من أدب الكاثا) والتي يعود تاريخها إلى القرن الثاني عشر. في الهند، تحظى الببغاوات (في ضوء قدراتها المحادثة المزعومة) بشعبية كبيرة كقصص في الأعمال الخيالية في الهند والسند.
قصص المغامرات التي يرويها ببغاء، ليلة بعد ليلة، لمدة 52 ليلة متتالية، هي قصص أخلاقية لإقناع مالكته خوجاستا بعدم ارتكاب أي فعل زنا مع أي حبيب، في غياب زوجها. وهي دائمًا على وشك مغادرة المنزل لمقابلة حبيبها، حتى يحتجزها الببغاء الوفي بقصة رائعة.
نجت العديد من نسخ المخطوطات المصورة، أشهرها تلك التي صنعت للسلطان المغولي أكبر على مدى السنوات الخمس التي تلت توليه العرش في عام 1556، وقد صنعها فنانَيْن فارسيين هما مير سيد علي وخواجة عبد الصمد كانا يعملان في ورشة عمل البلاط. هذه اللوحة موجودة بالكامل تقريبًا في متحف كليفلاند للفنون. نسخة ثانية صُنعت للسلطان أكبر، موزعة الآن على عدة متاحف، لكن الجزء الأكبر منها موجود في مكتبة تشيستر بيتي في دبلن؛ ويُعتقد أن تاريخها يعود إلى حوالي عام 1580.

## النص
يعود الفضل في تأليف نص طوطى نامه إلى نخشابي، وهو طبيب فارسي وولي صوفي هاجر إلى بودان، بأوتار براديش في الهند في القرن الرابع عشر، وكُتب باللغة الفارسية. ترجم وحرَّر النسخة السنسكريتية الكلاسيكية من القصص المشابهة لقصة طوطى نامه إلى اللغة الفارسية، حوالي عام 1335 م. يُعتقد أن هذا الكتاب الصغير من القصص القصيرة، ذو الطابع الأخلاقي، أثر على أكبر خلال سنوات تكوينه، ويُستنتج أيضًا أن هذه القصص كانت للتأكيد على الأخلاقيات لدى حريم السلطان.

## النسخة الأولى من أكبر
وقد دعا همايون الفنانين مير سيد علي وخواجة عبد الصمد حوالي عامي 1530 و1540 لتعليم هذا الفن لنفسه ولابنه أكبر. في البداية، جاء الفنانون إلى كابل مع همايون (حيث كان في المنفى)، وفي السنوات اللاحقة انتقلوا إلى دلهي عندما استعاد السلطنة من الدولة الصورية. انتقل الفنانون بعد ذلك إلى فاتح بور سيكري مع السلطان المغولي أكبر، حيث كانت ورشة عمل ضخمة من الفنانين تعمل على إنتاج المنمنمات. أصبح هذا النوع من الرسم معروفًا باسم الرسم المغولي، أثناء حكم السلطان أكبر من عام 1556 إلى عام 1605 (عندما أصبحت سلطنة المغول في أوج قوتها تحت قيادة السلطان أكبر). وقد قدم أكبر رعاية شخصية لترويج هذا الشكل من اللوحات المصغرة، ليس فقط من خلال الفنانين الإيرانيين، بل شارك فيه أيضًا عدد كبير من الفنانين الهنود الذين كانوا أيضًا على دراية جيدة بالأنماط المحلية لمثل هذه المنمنمات الإسلامية التي أُنتجَت في ورش العمل الإمبراطورية. وقد تطورت بالتالي لتصبح مزيجًا فريدًا من الأساليب الهندية والفارسية والإسلامية.
معظم اللوحات موجودة الآن في متحف كليفلاند للفنون؛ وبعضها موجود أيضًا في المكتبة البريطانية. أصبح هذا بمثابة مقدمة للعديد من الأشكال الأكثر دقة من محافظ المنمنمات المغولية والفارسية مثل حمزة نامه (مغامرات أمير حمزة )، وأكبر نامه (كتاب أكبر)، وجهانكير نامه (سيرة ذاتية للسلطان المغولي جهانجير) وما إلى ذلك، والتي تم إنشاؤها في عهد حكام المغول اللاحقين (من القرن السادس عشر إلى القرن التاسع عشر) كلوحات مغولية، ولكن أيضًا مع تأثيرات هندية وهندوسية وجينية وبوذية مميزة. شمل الأسلوب المغولي بشكل رئيس صور الأباطرة المغول والملكات ومشاهد البلاط ومشاهد الصيد والاحتفالات الخاصة ومشاهد المعارك ومشاهد الحب والأنشطة المختلفة للحكام الملكيين. وقد اُعتُمد هذا الشكل من المنمنمات على نطاق واسع من حكام راجبوت ومالوا.
في إحدى المنمنمات، كانت صورة الملك في القصة هي أقدم صورة معروفة لأكبر.

## موضوع القصة

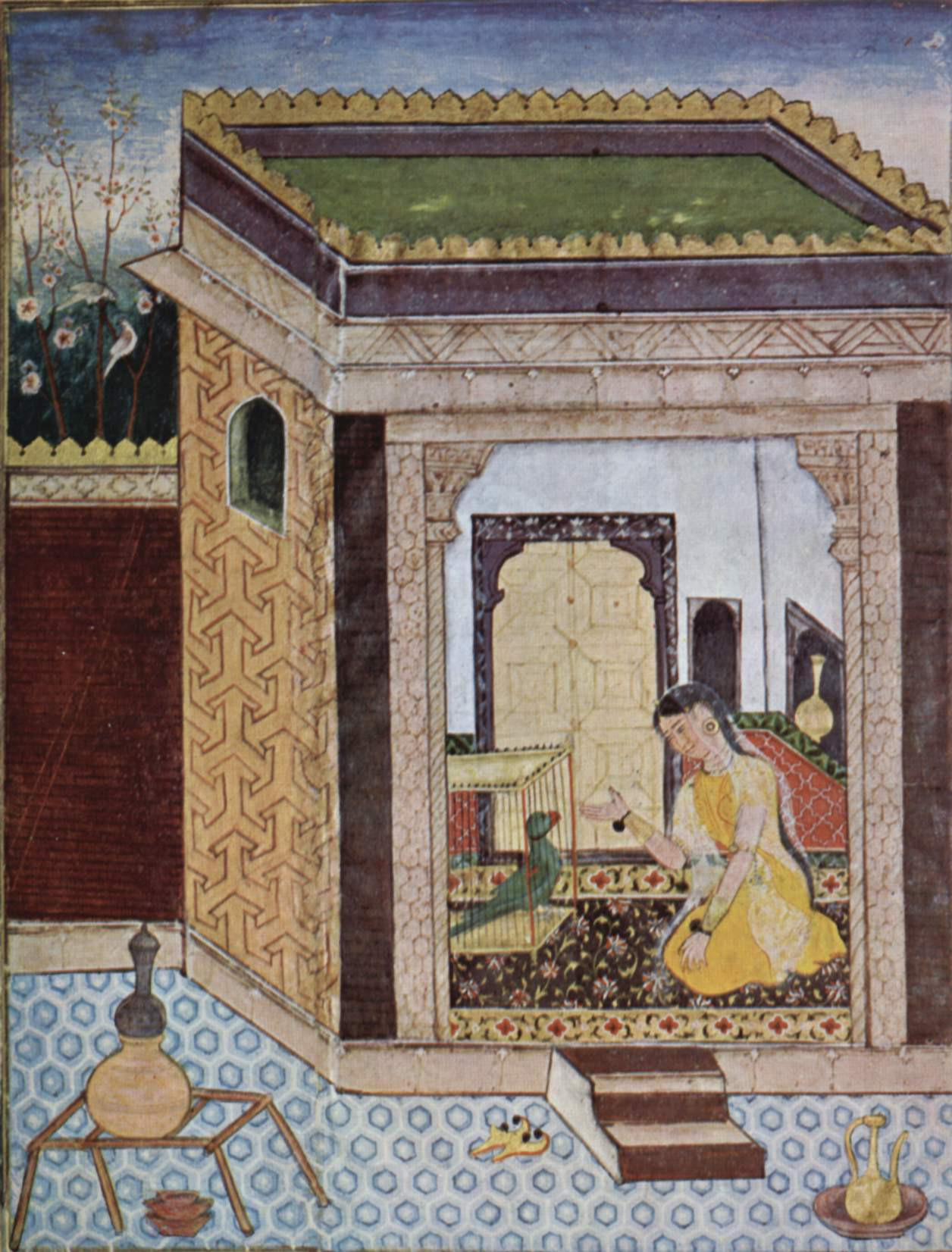
الببغاء يتحدث عن خوجاستا، مشهد من لوحات طوطى نامه (1556-1565)

الراوي الرئيس للقصص الـ 52 في طوطى نامه هو ببغاء، يروي القصص لصاحبته، وهي امرأة تدعى خوجاستا، من أجل منعها من ارتكاب أي علاقة غير مشروعة بينما يكون زوجها (تاجر يدعى ميمونيس) بعيدًا في رحلة عمل. كان التاجر قد ذهب في رحلة عمل تاركًا خلفه زوجته برفقة طائر المينا والببغاء. تخنق الزوجة المينا لأنه نصحها مباشرةً بعدم الانخراط في أي علاقة غير مشروعة. أدرك الببغاء خطورة الموقف، فاتبع نهجًا غير مباشر في سرد القصص الرائعة على مدى الليالي الاثنين والخمسين التالية. وتتم سرد القصص كل ليلة متتالية لمدة 52 ليلة كحلقة ترفيهية لجذب انتباه خوجاستا وإلهائها عن الخروج.
إحدى القصص المذكورة:
كما صُورت حكاية خاصة يرويها الببغاء لجذب انتباه الزوجة وهي على وشك مغادرة المنزل في الليل، في اللوحات من 35 إلى 37 في النسخة المصورة من طوطى نامه. القصة التي يرويها الببغاء هي قصة فتى براهمي يقع في حب أميرة، وهو ما يعتبر وضعًا محكومًا عليه بالفشل. ولكن الحل لهذه المشكلة يقدمه صديق ساحر للبراهمي في شكل حبات سحرية لمساعدة صديقه على التحول إلى امرأة جميلة للسعي إلى الدخول إلى القصر ليكون مع حبيبه. ويسهل الساحر أيضًا لقاء صديقه مع ابنة الملك بإخبار الملك أن الفتاة المذكورة هي زوجة ابنه. عند محاولة الدخول إلى القصر، يكشف البراهمي عن هويته الحقيقية للأميرة المحبوبة لديه. ولكن هناك تطور في القصة عندما يرى ابن الملك فتاة جميلة (وهو البراهمي متنكرًا) أثناء الاستحمام في بركة ويقع في حبها. لتجنب اكتشاف هويته الحقيقية، يهرب البراهمي مع ابنة الملك. ثم يظهر الساحر أمام الملك طالبًا عودة كنته. لكن الملك يدرك الحالة الحقيقية للفتاتين المفقودتين، فيعوض الساحر بهدية غنية. يقوم الساحر بتمرير الهدايا إلى صديقه البراهمي وزوجته لتمكينهم من عيش حياة سعيدة. ويختتم الببغاء السرد، مع اقتراب الفجر، بنصيحة لكوجاستا بأنها يجب أن تحرص على نعم الحياة بما في ذلك زوجها.

## أسلوب اللوحات

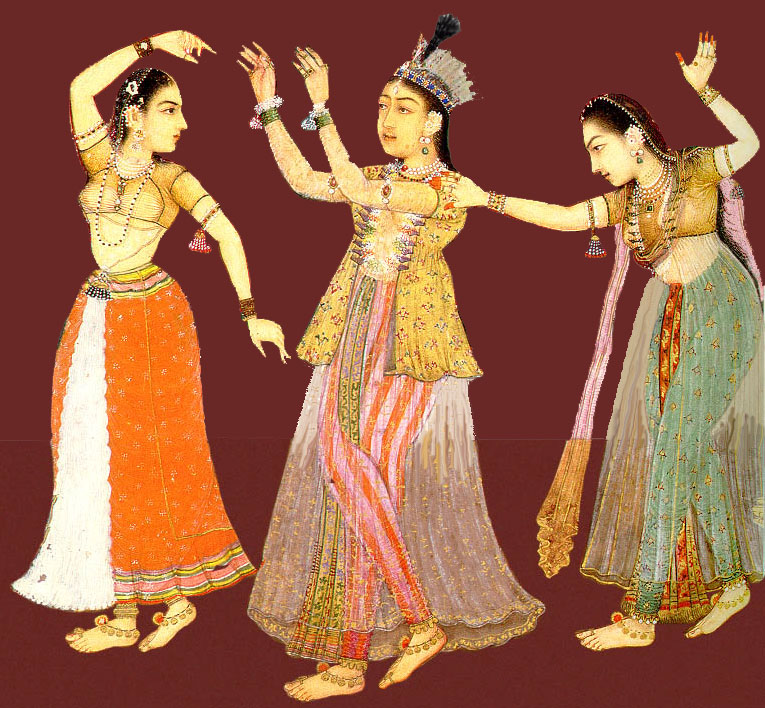
نساء مغوليات يرقصن على طريقة الكاثاك

يقال أن نص طوطى نامه كُتب بخط النستعليق. لكن كل لوحة من اللوحات التي نراها في مكتبات مختلفة حول العالم تركز على موضوع واحد أو حلقة واحدة من القصص. ترجع بساطة التعبيرات التي نراها في اللوحات إلى تأثير اللوحات التي سبقت المغول. ويقال أيضًا أن العديد من حافظات طوطى نامه تشبه مخطوطات مالوا مع الرسوم التوضيحية (التي يعود تاريخها إلى عام 1439 م) ولكنها تتميز بالكمال المتميز. ويرجع هذا الاختلاف إلى الألوان الأنيقة في لوحات طوطى نامه، والتي تجعلها غنية بالألوان ذات الجودة المتدرجة.
إن شكل الرقص الشعبي كاتاك، والذي يعتبر مزيجًا من الأشكال الهندية والفارسية، حصل على وسيلة للعرض في منمنمات طوطى نامه، وأكبر نامه، وتاريخ خندان تيموريا. تظهر هذه اللوحات الرجال والنساء وهم يرتدون أردية طويلة فضفاضة وقبعات مخروطية عالية في وضعيات الوقوف. حتى أن بعض اللوحات تصور مجموعتين مختلفتين من الراقصين. ويقال إن 350 راقصًا، تم جلبهم إلى بلاط أكبر بالقوة من إيران، ربما كانوا يمثلون التقاليد القديمة للرقصات في إيران. يُستنتج أنه على مر السنين، حدث استيعاب ثقافي بين الشعبين الفارسي والهندي، مما وفر الخلفية لأسلوب الرقص الكاثاك الحالي في الهند.

## طالع أيضًا
- سندباد نامه

## ملحوظات
1. ↑  Beach (1992), 21–38
2. ↑  "Institute for Oriental Study, Thane: Seminar on "Suhbashita, Panchatantra & Gnomic Literature in Ancient & Medieval India"". Effect of this Migration on Art. مؤرشف من الأصل في 2012-08-20. اطلع عليه بتاريخ 2009-09-25.
3. ↑  Wilson، Horace Hayman (1836). Notes on the Indica of Ctesias. Ashmolean society. ص. 52–53. مؤرشف من الأصل في 2024-10-09. اطلع عليه بتاريخ 2009-09-23. {{استشهاد بكتاب}}: تجاهل المحلل الوسيط |صحيفة= (مساعدة)
4. ↑  A N D Haksar. "Shuka Saptati – Seventy Tales of the Parrot". مؤرشف من الأصل في 2012-02-23. اطلع عليه بتاريخ 2009-09-23.
5. ↑  "The Parrot". Chapati Mystery. 5 يوليو 2005. مؤرشف من الأصل في 2018-12-01. اطلع عليه بتاريخ 2009-09-21.
6. ↑  Beach (1992), 34
7. ↑  Asher، Catherine Ella Blanshard؛ Cynthia Talbot (2006). India before Europe. Cambridge University Press. ص. 313. ISBN:9780521809047. اطلع عليه بتاريخ 2009-09-23. {{استشهاد بكتاب}}: تجاهل المحلل الوسيط |صحيفة= (مساعدة)
8. 1 2  Beach (1992), 28-29
9. ↑  Losty, 32
10. ↑  "Nasta'liq calligraphy as patronized by Akbar, c.1580". مؤرشف من الأصل في 2023-02-24. اطلع عليه بتاريخ 2009-09-25.
11. ↑  "Institute for Oriental Study, Thane: Seminar on "Suhbashita, Panchatantra & Gnomic Literature in Ancient & Medieval India"". Effect of this Migration on Art. مؤرشف من الأصل في 2012-08-20. اطلع عليه بتاريخ 2009-09-25."Institute for Oriental Study, Thane: Seminar on "Suhbashita, Panchatantra & Gnomic Literature in Ancient & Medieval India"". Effect of this Migration on Art. Archived from the original on 2012-08-20. Retrieved 2009-09-25.
12. ↑  "The Parrot". Chapati Mystery. 5 يوليو 2005. مؤرشف من الأصل في 2018-12-01. اطلع عليه بتاريخ 2009-09-21."The Parrot" نسخة محفوظة 1 ديسمبر 2018 على موقع واي باك مشين.. Chapati Mystery. 5 July 2005. Retrieved 2009-09-21.
13. ↑  Asher، Catherine Ella Blanshard؛ Cynthia Talbot (2006). India before Europe. Cambridge University Press. ص. 313. ISBN:9780521809047. اطلع عليه بتاريخ 2009-09-23. {{استشهاد بكتاب}}: تجاهل المحلل الوسيط |صحيفة= (مساعدة)Asher, Catherine Ella Blanshard; Cynthia Talbot (2006). India before Europe. Cambridge University Press. p. 313. ISBN 9780521809047. Retrieved 2009-09-23. {{cite book}}: |work= ignored (help)
14. ↑  "The Parrot". Chapati Mystery. 5 يوليو 2005. مؤرشف من الأصل في 2018-12-01. اطلع عليه بتاريخ 2009-09-21.
15. ↑  Asher، Catherine Ella Blanshard؛ Cynthia Talbot (2006). India before Europe. Cambridge University Press. ص. 313. ISBN:9780521809047. اطلع عليه بتاريخ 2009-09-23. {{استشهاد بكتاب}}: تجاهل المحلل الوسيط |عمل= (مساعدة)
16. ↑  "History of Mughal Painting". مؤرشف من الأصل في 2025-04-01. اطلع عليه بتاريخ 2009-09-25.
17. ↑  Skelton، Robert؛ Rosemary Crill؛ Andrew Topsfield؛ Susan Stronge؛ Victoria and Albert Museum (2004). Arts of Mughal India: studies in honour of Robert Skelton. Victoria & Albert Museum. ص. 55, 63, 65. ISBN:9788188204342. اطلع عليه بتاريخ 2009-09-24. {{استشهاد بكتاب}}: تجاهل المحلل الوسيط |عمل= (مساعدة)
18. ↑  "Miniatures". Miniature Club. مؤرشف من الأصل في 2008-08-28. اطلع عليه بتاريخ 2009-09-24.
19. ↑  Beach (1987), 56
20. ↑  "Collections". National Museum of Asian Art. مؤرشف من الأصل في 2025-04-13.
21. ↑  Beach (1992), 21
22. ↑  "Nasta'liq calligraphy as patronized by Akbar, c.1580". مؤرشف من الأصل في 2023-02-24. اطلع عليه بتاريخ 2009-09-25.
23. ↑  Beach (1987), 53
24. ↑  "Nasta'liq calligraphy as patronized by Akbar, c.1580". مؤرشف من الأصل في 2023-02-24. اطلع عليه بتاريخ 2009-09-25."Nasta'liq calligraphy as patronized by Akbar, c.1580". Retrieved 2009-09-25.
25. ↑  Schimmel، Annemarie؛ Burzine K. Waghmar (2004). The Empire of the great Mughals: history, art and culture. Reaktion Books. ص. 269. ISBN:9781861891853. اطلع عليه بتاريخ 2009-09-23. Tutinama {{استشهاد بكتاب}}: تجاهل المحلل الوسيط |صحيفة= (مساعدة)
26. ↑  Qaisar، Ahsan Jan؛ Som Prakash Verma؛ Saiyid Nurul Hasan (1993).  Art and culture: felicitation volume in honour of Professor S. Nurul Hasan. Publication Scheme. ص. 60–62. ISBN:9788185263823. مؤرشف من الأصل في 2023-02-24. اطلع عليه بتاريخ 2009-09-24. {{استشهاد بكتاب}}: تجاهل المحلل الوسيط |صحيفة= (مساعدة)
27. ↑  "The Colosseum". مؤرشف من الأصل في 2012-02-19. اطلع عليه بتاريخ 2009-09-25.

## روابط خارجية
- طوطى نامه، أرشيف الإنترنت.